# Crans (Jura)
Crans é uma comuna francesa na região administrativa de Borgonha-Franco-Condado, no departamento de Jura. Estende-se por uma área de 9,03 km². Em 2010 a comuna tinha 74 habitantes (densidade: 8,2 hab./km²).